# Svend Aage Sørensen
|  | Ikke at forveksle med Svend Aage Sørensen (bokser) eller Svend Aage Sørensen (roer) |
Svend Aage Sørensen (født september 1903, død august 1980 i Kastrup), yngste af 6 søskende, var en dansk motorcykelkører. To af brødrene kørte billøb; men holdt tidligt op. Ældste bror Kaj var altid mellem de tre første i de løb, som han fuldførte.
Kørte første gang i 1924 på Amager Travbane. Han skulle bl.a køre om kap med en hest, to omgange på motorcykel; mens hesten løb én omgang, samle kartofler op med et spyd og køre over en vippe, der vippede uforberedt midtvejs.
Blev nr. to i 500cc i Riesengebirgerennen i 1933. Tolderne chikanerede ham ved at sende hans cykel til Niederschreiberhau i stedet for Oberschreiberhau. Hans eneste træning bestod i at gå banen rundt til fods. Bagefter fik han et tilbud om at blive fabrikskører i Tyskland; han afslog. "Hitler gloede på ham fra billedet over hotelsengen", fortalte han.
Nordisk mester i Jordbaneløb på Amager Travbane 1934. Han var meget populær, da han deltog i alle de indledende løb; mens de "store stjerner" sparede deres maskiner til mesterskabsløbet. Der var lagt brædder midt på banen, så der kun kunne køres på yderbanen af hensyn til drænrørene på inderbanen, som ikke kunne tåle "baghjulfræset".
Vinder af det svenske Grand Prix i Saxtorp 1934 i 250cc klassen. Derefter blev han uofficielt medlem af Excelsior fabriksholdet med bl.a. H. G. Tyrell Smith og Charlie Manders. Fra 1937 havde han to cykler med; men da både 250cc og 350cc kørte samtidig, kørte han selv 350cc og havde en medkører på 250cc cyklen; i 1937 var det Agner Hansen og i 1939 Villy Jørgensen.
I 1936 på Amager Travbane kørte han 350cc DM på sin Excelsior Manxman 250cc TT maskine så godt, at DMU bagefter udnævnte ham til DM i Jordbaneløb i 250cc klassen, selv om der slet ikke blev kørt DM i 250cc.
Han pressede Erik Orth, vinderen i 350cc klassen, så hårdt, at der kun var 1/10 sekund forskel på dem.
I 1948 blev han igen DM i Jordbaneløb på Charlottenlund Travbane også på en Excelsior Manxman 250cc, - eneste eksemplar af slagsen bygget i 1938/39 til Ginger Wood til Isle of man TT løbet.
Kørte TT-løb 25 gange på Isle of Man, fra 1935-1953. Fra 1935 til 1939 stod er en ny Excelsior Manxman racer klar til ham. Efter løbet kunne han enten sælge den eller tage den med hjem. Som regel brugte han dem i Saxtorp. Han beholdt 350cc maskinen fra 1937 med en eksperimentel 1938 motor, kun fremstillet i to eksemplarer og 250cc maskinen fra 1939 fremstillet i kun ét eksemplar med bl.a. kabelbremser. Fra 1949 kørte han Norton Manx i 350cc og fra 1951 også i 500cc. Han fik 4 "Silver Replica", 12 "Bronce Replica", 2 fuldførte og 7 udgået. I 1939 styrtede han i 350cc, men startede alligevel skadet dagen efter i 250cc med ridset lædertøj og ny hjelm og kørte en omgang for at kunne få sine Startpenge (Sponsorpenge) til billetten hjem. I 1952 vakte han opsigt ved at køre i 250cc med sin 1939-Excelsior motor i et Norton-Featherbed stel. "Hvad siger Norton dog til det?", lød kommentarerne.
Blev 8 gange dansk mester i Jordbaneløb/Speedway fra 1932-1948. I alle tre klasser: 500cc – 350cc – 250cc. Hans "værste" konkurrent var Svend Aage Engstrøm. 
Og som nævnt før blev han to gange DM på en Excelsior Manxman 250cc maskine, beregnet til Isle of Man TT løbet.

Kørte i "Grote Prijs van Nederlande" i Assen, Holland i 1937-39 og 1949. I 1949 Assen brækkede han halsen i et styrt; men hans to cykler kørte videre i Gardermoen, Norge med andre kørere. Han var selv med, med en gipsrustning fra midt på kroppen til op i ørehøjde, som mekaniker og tidtager. Der var sikkert nogle start/sponsorpenge, som kun kom til udbetaling, hvis cyklerne kørte.
Kørte i Hedemora 1950-53. Nr.1 i både 350cc og 500cc i 1950. Nr. 3 i 350cc og Nr. 1 i 500cc i 1951. Nr. 2 i 350cc og Nr. 5 i 500cc i 1952. Nr. 9 og 10 i 1953.
Først var han mekaniker hos sin storebror Kaj; en af Københavns førende Norton forhandlere. Derfor kørte han for det meste Norton.
Eget motorcykelværksted i Classensgade 7, Kbh. Ø fra 1936-65. Tillige motorcykelforretning i Classensgade 5 fra 1952-65. Værkstedet havde bl.a. vedligeholdelse af politiets BMW motorcykler.